# Page builder
Con il termine page builder (costruttore di pagine) si intende un plugin o una funzione nativa che permette a chi sta realizzando un sito di costruirne uno senza avere alcuna base di conoscenze di programmazione.
I page builder agevolano la creazione di siti web e rendono alla portata di tutti la creazione di un sito web professionale.

## Storia
I primi siti web sono stati creati all'inizio degli anni '90. Questi siti sono stati scritti manualmente in HTML.
Nel tempo, questi plugin, sono stati introdotti nei vari CMS come WordPress e hanno enormemente semplificato il processo di creazione di siti web.